# نادر نبی‌یف
نادر نبی‌یف (ترکی آذربایجانی: Nadir Nəbiyev؛ زادهٔ ۱۸ ژوئیه ۱۹۸۰) بازیکن فوتبال بازنشستهٔ اهل جمهوری آذربایجان است.

## افتخارات

### باشگاه
نفتچی باکو
- لیگ برتر آذربایجان: ۰۴–۲۰۰۳.
- جام حذفی جمهوری آذربایجان: ۰۲–۲۰۰۱